# Quint Ati Var
Quint Ati Var (en llatí: Quintus Attius Varus) va ser un magistrat romà. Formava part de la gens Àtia i portava el cognomen de Var.
Va ser comandant de la cavalleria a les ordes de Gai Fabi un dels llegats de Juli Cèsar a la Gàl·lia, i va ser elogiat com a home "singularis et animi et prudentiae". Probablement és el mateix Quint Var que va dirigir la cavalleria a les ordes de Domici Calví, un dels generals de Cèsar a Grècia en la lluita contra Gneu Pompeu Magne.
Es pensa que va estudiar filosofia epicúria junt a Virgili, amb el mestre Siró, mencionat per Ciceró, però també podria ser el filòsof amic de Cèsar esmentat per Quintilià amb el nom de L. Varus.